# زبان‌های تاسمانیایی
زبان‌های تاسمانیایی زبان‌های بومی جزیره تاسمانی بودند که توسط بومیان تاسمانی گفتگو می‌شدند. این زبان‌ها آخرین بار در دهه ۱۸۳۰ برای ارتباطات روزمره مورد استفاده قرار گرفتند، اگرچه واپسین گویشور یکی از آن‌ها در سال ۱۹۰۵ درگذشت.

## زبان‌ها و خانواده‌های زبانی
بر اساس فهرست کوتاه واژگان به جا مانده، به نظر می‌رسد که در تاسمانی پنج تا شانزده زبان وجود داشته‌است، که در چهار خانواده زبانی با یکدیگر مرتبط بودند. مستندات تاریخی نیز وجود دارد که نشان می‌دهد این زبان‌ها برای یکدیگر قابل درک نبوده‌اند و برای برقراری ارتباط میان افراد وجود یک زبان میانجی ضروری بود.
اشمیت (۱۹۵۲) پنج زبان را بر اساس فهرست واژگان مشخص کرده‌است:
- زبان‌های تاسمانیایی شرقی
  - شمال شرقی
  - شرق: شرق مرکزی (خلیج صدف)، جنوب شرقی
- زبان‌های تاسمانیایی غربی
  - ساحل شمالی
  - ساحل غربی